# La professora d'història
La professora d'història (originalment en francès: Les Héritiers) és una pel·lícula dramàtica francesa del 2014 dirigida per Marie-Castille Mention-Schaar. Karen Schollemann va qualificar la pel·lícula a Kinocritics.com de «poderosa història sobre la integració». Es va doblar al català.

## Sinopsi
Basada en una història real, la pel·lícula narra la relació d'una professora amb uns adolescents que fa temps que han abandonat el sistema escolar. Aquesta professora de l'institut Leon Blum de Créteil decideix presentar-se a un concurs nacional titulat "Infants i adolescents en el sistema dels camps de concentració nazi". Inicialment tumultuós i frustrant, l'ambient evoluciona ràpidament a mesura que es troben amb un supervivent dels campaments i augmenta la intensitat durant una visita a un museu dedicat a aquest període de la història. Aquesta experiència els canviarà la vida.

## Repartiment
- Ariane Ascaride com a Anne Gueguen
- Ahmed Dramé com a Malik
- Noémie Merlant com a Mélanie
- Geneviève Mnich com a Yvette
- Stéphane Bak com a Max
- Wendy Nieto com a Jamila
- Aïmen Derriachi com a Saïd
- Mohamed Seddiki com a Olivier
- Naomi Amarger com a Julie
- Alicia Dadoun com a Camèlia
- Adrien Hurdubae com a Théo
- Raky Sall com a Koudjiji
- Amine Lansari com a Rudy
- Koro Dramé com a Léa
- Xavier Maly com al director